# Komperzió
A komperzió más személyek boldogsága és öröme felett érzett boldogság és öröm érzelmi állapota, a szeretet mély és önzetlen megnyilvánulási módja. A kifejezést általában a poliamoria közösségekben megnyilvánuló többszerelmű viszonyok leírásánál használják, amikor egy személyben pozitív érzéseket vált ki az, hogy az általa szeretett személynek rajta kívül más szerelemi kapcsolata is van. Bár a komperzió és a féltékenység ellentétesek, a két érzés egyidejűleg is létezhet, mint két különböző módú válaszreakció arra, hogy az adott partner valaki máshoz is közel került.
A többszerelmű közösségben létező komperzió jelenségének koncepcióját a San Franciscó-i Kerista közösség alkotta meg, amely kapcsolati ideáljaik megnevezésére létrehozta a polifidelitás kifejezést is. A polifidelitás általában zárt jellegű csoportházasságok tagjai közötti hűség jellemzésére használt fogalom.